# Turid Rugaas
Turid Lillegull Rugaas (* 1938 Oslo) je norská kynoložka a spisovatelka. Je známá především svým výzkumem o tzv. konejšivých signálech (calming signals), které popsala v knize Pa talefot med hunden: De dempende signalene. Toto dílo vyšlo česky v roce 2007 pod názvem Konejšivé signály aneb Na jedné vlně s vaším psem. Překlad vznikl z norského rozšířeného vydání z roku 1997, které vydalo nakladatelství Canis Forlag.
Po celém světě přednáší o nonverbální komunikaci mezi psy navzájem, o nonverbálních signálech, které psi vysílají k lidem, o zvukových signálech psů (např. různé druhy štěkání), o stresu a emocích psů. Prosazuje etický přístup lidí ke psům, k jejich výchově a výcviku.

## Život
Narodila se v roce 1938 v Oslu. Vystudovala psychologii a ekonomii. Na základě přirozeného talentu pro práci se zvířaty se rozhodla pracovat s koňmi. Absolvovala výcvik trenérky koní a provozovala jezdeckou školu.
V roce 1948 dostala svého prvního psa. Od roku 1969 se věnuje jejich výcviku. Nejprve pracovala v několika výcvikových centrech, trénovala také záchranářské psy. Po čase zjistila, že jí běžné formy výcviku nevyhovují, proto v roce 1984 založila vlastní trenérskou školu Hagan Hundeskole na své malé farmě v Norsku. V 80. letech 20. století se již zabývala vzájemnou komunikací psů. V roce 1992 prezentovala svůj výzkum na kynologické konferenci v Kanadě, kde její práce vzbudila velký ohlas. Od té doby je vnímána jako mezinárodní autorita ohledně nonverbální komunikace psů. Přednáší ve 12 zemích. Trenéři, kteří používají její metody komunikace se psy, pocházejí z Norska, Švédska, Finska, Dánska, Islandu, Ruska, Polska, Česka, Chorvatska, Chorvatska, Rakouska, Švýcarska, Německa, Nizozemí, Belgie, Francie, Španělska, Řecka, Itálie, USA, Kanady, Nového Zélandu, Velké Británie, Skotska, Japonska a Tchaj-wanu.

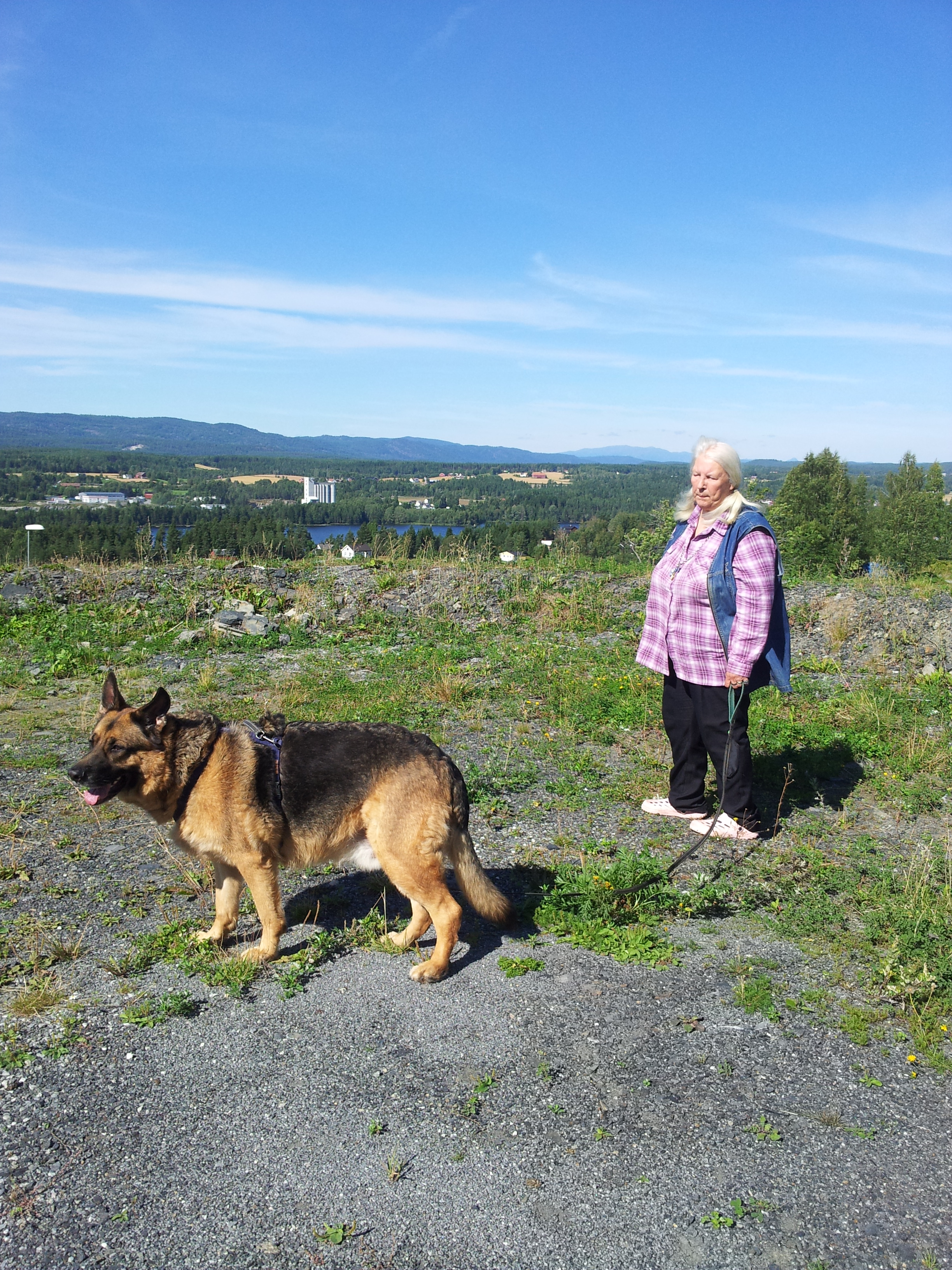
Turid Rugaas a její pes McKenzie

Na základě její iniciativy vznikla organizace trenérů Pet Dog Trainers of Europe, která se ostře staví proti násilnému a autoritativnímu výcviku psů. Prosazuje výcvik pomocí pozitivního posilování, upřednostňuje malé výcvikové skupiny, používání psího postroje místo obojku a práci se psem na dlouhém vodítku.
Odmítá být celebritou. Ochotně mluví o své práci se psy, ale pečlivě si hlídá informace o svém soukromém životě. Nabádá profesionální kynology i běžné majitele psů, aby se zabývali především vztahem se svými psy a komunikovali s nimi pomocí jejich přirozených signálů. Žije se svou rodinou a zvířaty na odlehlé farmě v Norsku. Její práci ovlivnilo mnoho psů, přesto nejvíce zmiňuje jako své nezapomenutelné psy, kteří ovlivnili její výzkum, Veslu, Sagu, Star, Ullu a McKenzie.

## Práce
Od roku 1969 se profesně zabývá psy. V 80. letech 20. století začala se svým kolegou Stålem Ødegaardem fotografovat psy při vzájemné komunikaci a natáčet videa o chování psů mezi sebou v různých situacích. Tento výzkum trval zhruba deset let a její kolega Ødegaard v této době časově náročného výzkumu z rodinných důvodů zanechal. Turid Rugaas ho dodnes zmiňuje jako nedílnou součást celého výzkumu a při přednáškách připomíná jeho přínos při namáhavé fotografické a filmové dokumentaci projektu.
Na podkladě těchto záznamů odvodila různé nonverbální strategie (např. mimika, postoj těla, pohyby) a zvukové projevy (např. štěkání, vytí, kňučení, vrčení, poštěkávání), pomocí nichž spolu psi komunikují a preventivně zabraňují vzniku konfliktů. Dále se zabývala tím, jak lze nonverbální signály použít v komunikaci mezi člověkem a psem, jak reagovat na nonverbální a zvukové signály psů. Zdůrazňuje, že práce se psem začíná pečlivým a dlouhodobým pozorováním reakcí konkrétního psa na různé situace. Svou metodu prezentovala ve svých knihách, DVD, na četných přednáškách a kurzech. Základem její práce je popsání více než třiceti nonverbálních signálů psí komunikace.

## Přednášky v České republice
- 22. – 23. května 2010 proběhla přednáška na téma stres u psů a konejšivé signály.[6]

- 8. – 9. června 2013 proběhla přednáška na téma teorie a nové poznatky z oblasti etologie a výcviku psů a praktické ukázky výcviku a řešení problémů v Praze 6 – Břevnově.[7]

- 3. – 4. března 2012 v Praze na téma psí komunikace, instinktivní chování psů, emoce a stres psů.[8]